# نیروگاه بادی بینالود
نیروگاه بادی بینالود نیشابور (در استان خراسان رضوی در نزدیکی شهر جدید بینالود و در مسیر جاده ۴۴، تأسیس ۱۳۸۱)، یکی از نیروگاه‌های ایران و از نیروگاه‌های بادی با ظرفیت تولید ۲۸٫۳۸ مگاوات که شامل ۴۳ توربین ۶۶۰ کیلوواتی است.
مساحت این نیروگاه حدود ۷۰۰ هکتار است. پروژه بنیان این نیروگاه در سال ۱۳۸۱ آغاز شد و در سال ۱۳۸۶ تعداد توربین به ۴۳ عدد رسید. ساخت این نیروگاه توسط سازمان انرژی‌های نو ایران (سانا) بوده‌است.
اکنون برنامهٔ افزایش ۵۰ عدد توربین بادی دیگر (افزایش ظرفیت به ۶۱٫۳۸  مگاوات) در حال بررسی و اجراست.